# Muffe
En muffe er et stykke modeaccessories der bruges udendørs, som normalt er fremstillet af et cylindrisk stykke pels eller tekstil, hvor begge ender er åbne, så man kan stikke hænderne ind og holde varmen. Muffen blev introduceret blandt kvindemoden i 1500-tallet, og var populær blandt både mænd og kvinder i 1600- og 1700-tallet. I begyndelsen af 1900-tallet blev muffer udelukkende brugt af kvinder i England. I 1800-tallet gik de også meget af mode flere steder. I en periode i slutningen af 1940'erne og 1950'erne vendte muffen tilbage i en årrække.
 Der er for få eller ingen kildehenvisninger i denne artikel, hvilket er et problem. Du kan hjælpe ved at angive troværdige kilder til de påstande, som fremføres i artiklen.

| Tøj | Spire Denne artikel om tøj, sko eller lignende er en spire som bør udbygges. Du er velkommen til at hjælpe Wikipedia ved at udvide den. |